# Iropa Maurice Kouandété
Maurice Kouandété, auch Iropa Maurice Kouandété (* 22. September 1932 in Natitingou; † 7. April 2003 in Natitingou) war 1967 und 1969 für einige Tage Staatsoberhaupt von Dahomey, dem heutigen Benin.

## Frühe Jahre
Kouandété stammte aus Natitingou im Norden des seinerzeit französischen Dahomey. Er besuchte zunächst die Schule in Natitingou und später in Senegal und im heutigen Mali. 1954 trat er in Dakar in die französische Armee ein und wurde in Straßburg, Fréjus und Saint-Maixent-l’École ausgebildet. Nach der Unabhängigkeit Dahomeys 1960 trat er dessen Armee bei.

## Staatschef
Am 19. Dezember 1967 war Hauptmann Kouandété Anführer des Militärputsches gegen General Christophe Soglo. Zwei Tage später bestimmte die neue Junta den Oberstleutnant Alphonse Amadou Alley zum neuen Präsidenten. Kouandété wurde Premierminister (bis zum 17. Juli 1968), Generalstabschef und zum Oberstleutnant befördert. Der von den Militärs zwischenzeitlich zum Präsidenten ernannte Zivilist Émile Derlin Henri Zinsou wurde am 10. Dezember 1969 durch einen weiteren Putsch unter der Führung Kouandétés gestürzt. Er übernahm wieder die Position des Staatschefs, bevor das Amt drei Tage später an Paul-Émile de Souza überging. Auch de Souzas Präsidentschaft endete durch einen von Kouandété geführten Putsch.

## Weitere Laufbahn
1990 gehörte er der von Präsident Mathieu Kérékou angesichts der schlechten Wirtschaftslage einberufenen Nationalkonferenz an. Unter Präsident Nicéphore Dieudonné Soglo war Kouandété, der als Parteigänger Kérékous galt, 1996 zeitweise inhaftiert.
Er starb am 7. April 2003 an einer Asystolie, fünf Minister der Regierung von Präsident Kérékou statteten der Familie einen Kondolenzbesuch ab. Kouandété war verheiratet und hatte vier Kinder.
| Personendaten    | Personendaten                                      |
| ---------------- | -------------------------------------------------- |
| NAME             | Kouandété, Iropa Maurice                           |
| ALTERNATIVNAMEN  | Kouandété, Maurice                                 |
| KURZBESCHREIBUNG | beninischer Politiker, Staatsoberhaupt von Dahomey |
| GEBURTSDATUM     | 22. September 1932                                 |
| GEBURTSORT       | Natitingou                                         |
| STERBEDATUM      | 7. April 2003                                      |
| STERBEORT        | Natitingou                                         |